# Bombardement de Wewak
Guerre du Pacifique de la Seconde Guerre mondiale
Batailles
- Rabaul
- 1re Salamaua-Lae
- Mer de Corail
- Piste Kokoda
- Baie de Milne
- Goodenough
- Buna-Gona-Sanananda
- Lilliput
- Merauke

- Wau
- Mer de Bismarck
- I-Go
- 2e Salamaua-Lae
- Chronicle
- Monts Finisterre
- Bougainville
- Bombardement de Wewak
- Péninsule de Huon
- Nouvelle-Bretagne
- Bombardement de Rabaul

- Neutralisation de Rabaul
- Îles de l'Amirauté
- Emirau
- Take Ichi
- Nouvelle-Guinée occidentale

Le bombardement de Wewak est une série de raids aériens de la 5e force aérienne des États-Unis de l'USAAF s'étant déroulée du 17 au 21 août 1943, contre la principale base aérienne de l'armée de l'air impériale japonaise sur le continent de la Nouvelle-Guinée, à Wewak. Les quatre raids, sur une période de cinq jours, représentent une victoire décisive pour les Alliés : la 4e armée de l'air japonaise perd environ 170 avions au sol et dans les airs, réduisant ses effectifs opérationnels à environ 30 avions. Dix avions de la Fifth Air Force sont perdus dans l'opération.

## Contexte
En août 1943, la 4e armée de l'air, formée en juin pour la campagne de Nouvelle-Guinée, dispose de 200 avions, mais seuls 130 d'entre eux sont opérationnels et prêts à voler. Cela représente un tiers de son effectif complet et représente une force opérationnelle de 50%. Selon l'historien japonais Hiroyuki Shindo : « [...] les principales causes de ce faible taux opérationnel résultent de la maladie généralisée parmi les équipages [...] et le manque de remplacements d'avions ». Néanmoins, les avions comprennent des chasseurs à la pointe de la technologie comme le Nakajima Ki-43 Hayabusa, le nouveau moteur en ligne Kawasaki Ki-61 Hien et le bimoteur Kawasaki Ki-45 Toryu d'attaque au sol / chasseur de nuit.
Au cours de la campagne Lae des armées américaine et australienne, la 4e armée de l'air déplace un grand nombre d'avions hors de portée des chasseurs alliés, vers plusieurs aérodromes près de Wewak, à quelque 400 milles (650 km) à l'ouest de la péninsule de Huon. Les chasseurs d'escorte n'avaient pas la portée nécessaire pour atteindre Wewak à partir des bases aériennes alliées existantes, et les Alliés considéraient que les raids à grande échelle et à longue portée par des bombardiers lourds non escortés risquaient de subir de lourdes pertes.
Le commandant aérien allié de la South West Pacific Area, le général de division George Kenney, met en œuvre un plan pour une attaque majeure sur Wewak. Le personnel allié commence la construction de deux aérodromes factices, relativement proches des positions d'infanterie japonaises sur la péninsule de Huon, au nord de Lae. De petites équipes de construction créent de gros nuages de poussière, pour donner l'impression qu'une construction majeure est en cours. Les Japonais répondent en bombardant fréquemment les « aérodromes » et en empêchant apparemment l'occupation par les unités alliées. Simultanément, à Tsili Tsili, 80 km de là, les Alliés construisent un véritable aérodrome et y transfèrent des avions de chasse avant que les Japonais n'en découvrent l'existence. (Cependant, l'histoire officielle australienne indique que la nouvelle base secrète est l'aérodrome séparé à proximité de Marilinan, à 64 km de Lae).
Le 12 août, la 4e armée de l'air mène une vague de raids sur les bases aériennes alliées à Mount Hagen, Benabena, Wau, Salamaua et ailleurs. Quelques petits raids alliés sont entrepris contre Wewak.

## Attaques
Le 17 août, 47 B-24 Liberator et B-17 Flying Fortress lancent une attaque avant l'aube sur la base principale de Wewak et les aérodromes satellites de Boram, Dagua et But. Les avions japonais sont stationnés bout d'aile à bout d'aile sur les pistes. À Boram, 60 avions japonais sont réchauffés par leurs équipages. Certains tentent de décoller mais sont détruits avant de prendre les airs. À 09 h 00, plus de 30 B-25 Mitchell, escortés par plus de 80 P-38 Lightning, lancent des attaques de mitraillage sur Boram, Wewak et Dagua.
Une autre attaque sur les aérodromes est menée le matin du 18 août pour mitrailler et bombarder les champs à basse altitude. Le 3e groupe d'attaque est chargé d'attaquer les champs de Wewak et Boram, tandis que le 38e groupe de bombardiers est envoyé plus à l'ouest pour attaquer les aérodromes de Dagua et But. Chaque bombardiers est chargé de 12 groupes de trois bombes de 10 km « para-frag ». Les B-24 du 90e groupe de bombardiers bombardent Wewak à haute altitude, tandis que 53 B-25 réussissent à atteindre Wewak et attaquent de nouveau les aérodromes. Seuls trois avions américains sont perdus dans les raids. Le major Ralph Cheli (en) survit à la perte de son appareil mais sera fait prisonnier par les Japonais et finit exécuté en mars 1944 en captivité à Rabaul. Il reçut la médaille d'honneur à titre posthume.
Les raids prennent les Japonais au dépourvu. Leurs bases aériennes de Nouvelle-Guinée étaient insuffisantes en termes de dissimulation d'avions, dans des hangars et autres abris, et elles s'appuyaient presque entièrement sur un système d'alerte visuelle, qui ne laissait pas suffisamment de temps aux avions au sol pour décoller ou être mis à l'abri. Ces problèmes ont été aggravés par la mauvaise qualité des pistes, une pénurie de personnel d'entretien et un manque d'équipement lourd dans les bases avancées. Ces problèmes ne se limitaient pas à Wewak. Selon l'historien officiel australien, durant cette période, au moins 50% des avions japonais perdus ont été détruits au sol.
Deux raids supplémentaires sont menés les 20 et 21 août. La Fifth Air Force revendique 20 avions détruits le 20 août et 70 le dernier jour, la moitié d'entre eux abattus en combat aérien en escortant des P-38.

## Conséquences
Le colonel Kazuo Tanikawa, un officier d'état-major de la 8e armée régionale, déclare plus tard :

« Lors des attaques aériennes sur Wewak les 17 et 18 août, nos défenses n'étaient pas en alerte. Nous avons perdu 100 avions dont des bombardiers légers, des chasseurs et des avions de reconnaissance. Ce fut une victoire ennemie décisive. Nous prévoyions de rétablir l'équilibre de la puissance aérienne et de bombarder Port Moresby et d'autres régions. Quelques jours avant que notre plan prévu ne se concrétise, nous avons été bombardés à Wewak et notre puissance aérienne a été gravement paralysée. Par conséquent, notre puissance aérienne diminuait rapidement et était incapable d'aider efficacement nos forces terrestres, ce qui, en fin de compte, constitua l'une des principales raisons pour lesquelles nous avons perdu la guerre. »

Selon les chiffres de la 4e armée de l'air, sur 200 avions japonais stationnés dans les quatre bases aériennes de la région de Wewak, 174 d'entre eux sont mis hors service : 54 abattus, 16 explosés, 57 gravement endommagés et 47 légèrement endommagés. La 4e armée de l'air est réduite à une force opérationnelle d'environ 30 avions, ce qui signifie la fin virtuelle des opérations aériennes japonaises en Nouvelle-Guinée jusqu'à l'arrivée des remplaçants. Les Alliés peuvent désormais mener des opérations aériennes quasiment sans contestation jusqu'à Aitape,  contre Madang auparavant. La 4e armée de l'air parvient à se rétablir dans une certaine mesure mais n'atteindra plus jamais la force qu'elle disposait en août 1943. Le dernier grand combat aérien entre avions alliés et japonais a lieu le 3 juin 1944. Les dernières victoires aériennes de la campagne de Nouvelle-Guinée pour l'USAAF et la Royal Australian Air Force ont lieu en juin 1944. À ce moment-là, la 4e armée de l'air cesse d'exister.